# Río Rhonelle
El río Rhonelle es un curso de agua francés que discurre por el departamento Norte, región de Alta Francia. 

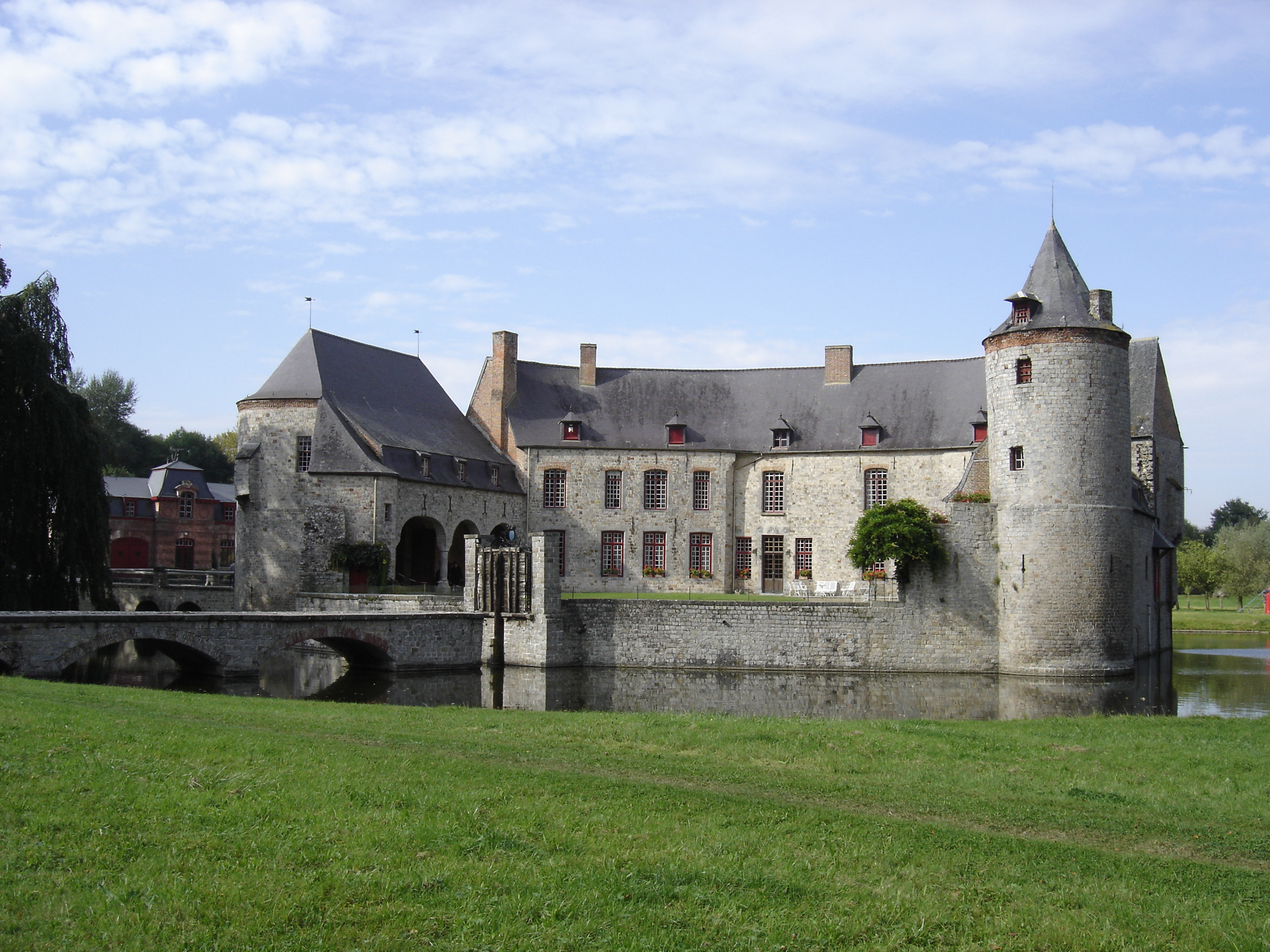
Castillo de Potelle, situado cerca de la confluencia del arroyo Forêt, en la margen izquierda del Rhonelle.

## Geografía
Tiene su origen en el bosque de Mormal, localidad denominada "carrefour de la Rouillie aux Equettes", a una altitud de 166 m sobre el nivel del mar.  Pasa por las localidades de Locquignol, Potelle, Villereau, Le Quesnoy, Orsinval, Villers-Pol, Maresches, Artres, Famars, Aulnoy-lez-Valenciennes y Marly, y luego se une al Escalda en Valenciennes, a una altitud de 26 m sobre el nivel del mar.  
La longitud de su recorrido es 32 km, con una pendiente media del 5‰.

## Cantones
El río baña varios cantones; nace en el cantón de Le Quesnoy-Este, atraviesa el cantón de Le Quesnoy-Oeste, cantón de Aulnoy-lez-Valenciennes, cantón de Valenciennes-Sur y desemboca en el río Escalda, ya en el cantón de Valenciennes-Este. Los cantones se dividen en dos arrondissement o distritos, los de Avesnes-sur-Helpe y el de Valenciennes.

## Afluentes
El Rhonelle tiene diez afluentes oficiales:
- Torrente Gargantúa
- Torrente Sendrier
- Petite Rhonelle
- Torrente aux Chevaux
- Rieu
- Potelle
- Torrente Forêt
- Torrente Ange
- Hirondelle
- Torrente de Sameon

## Galería

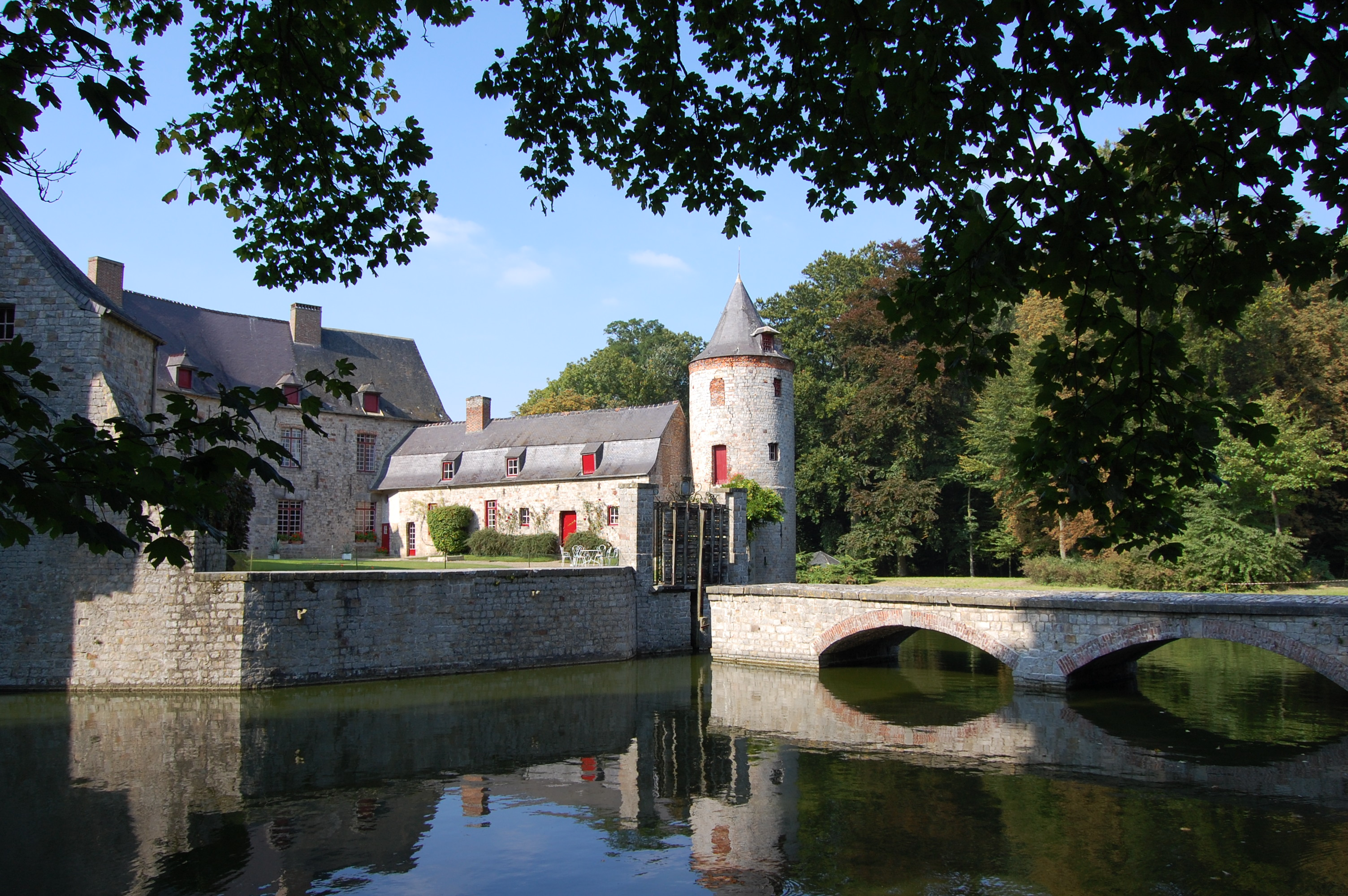
Entrada del Castillo de Potelle
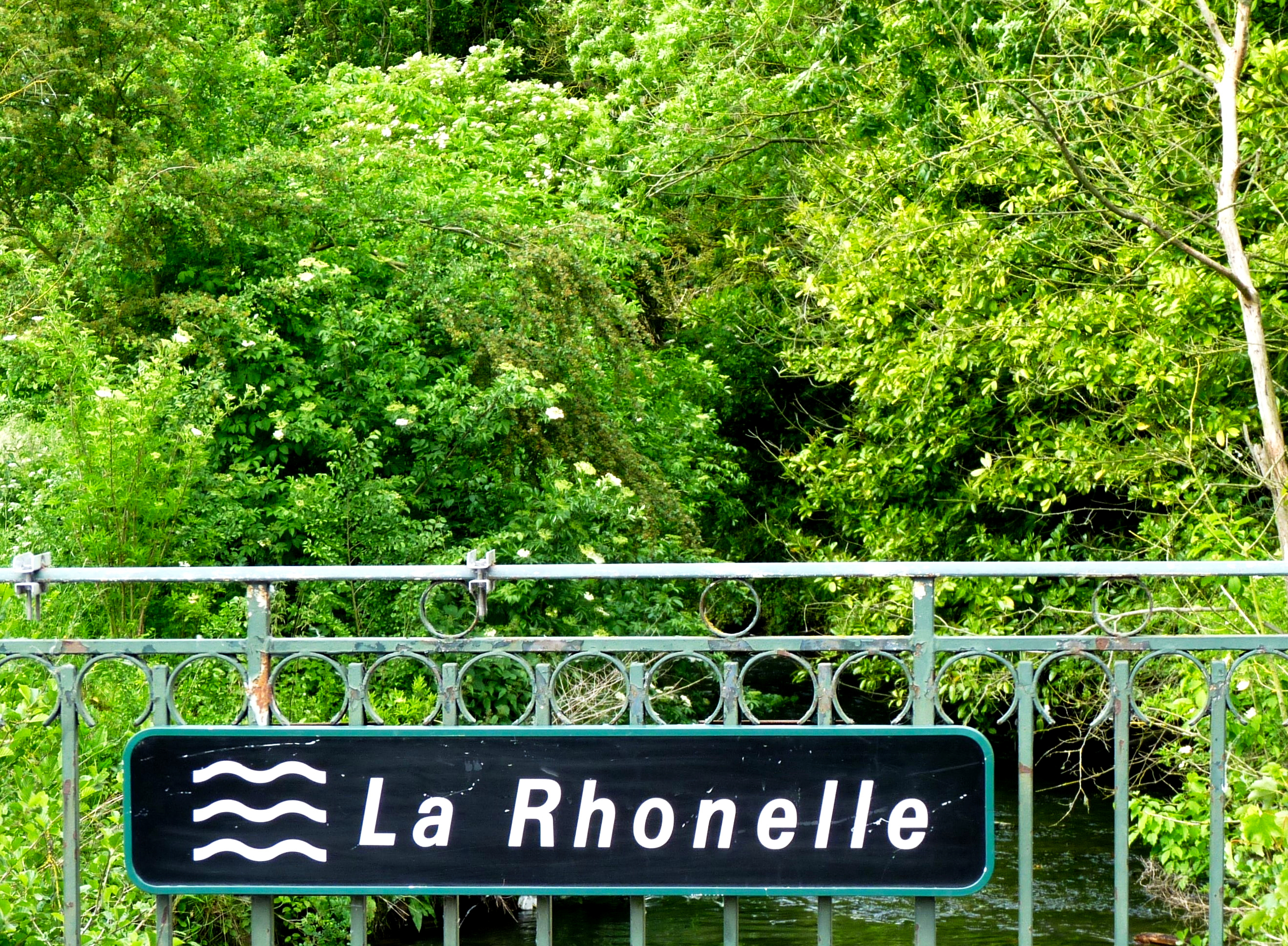
Cartel en Aulnoy-lez-Valenciennes
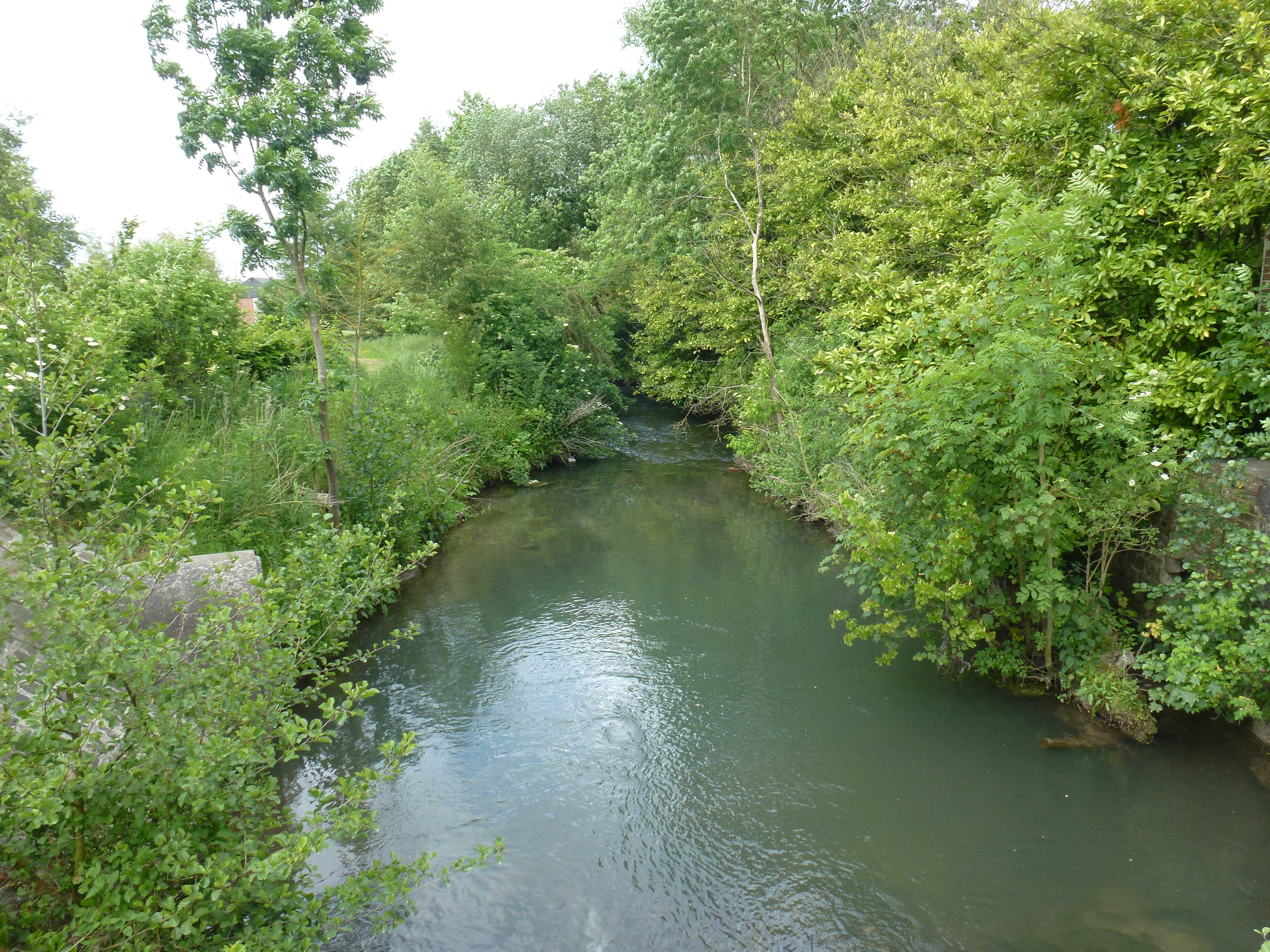
Imagen en Aulnoy-lez-Valenciennes
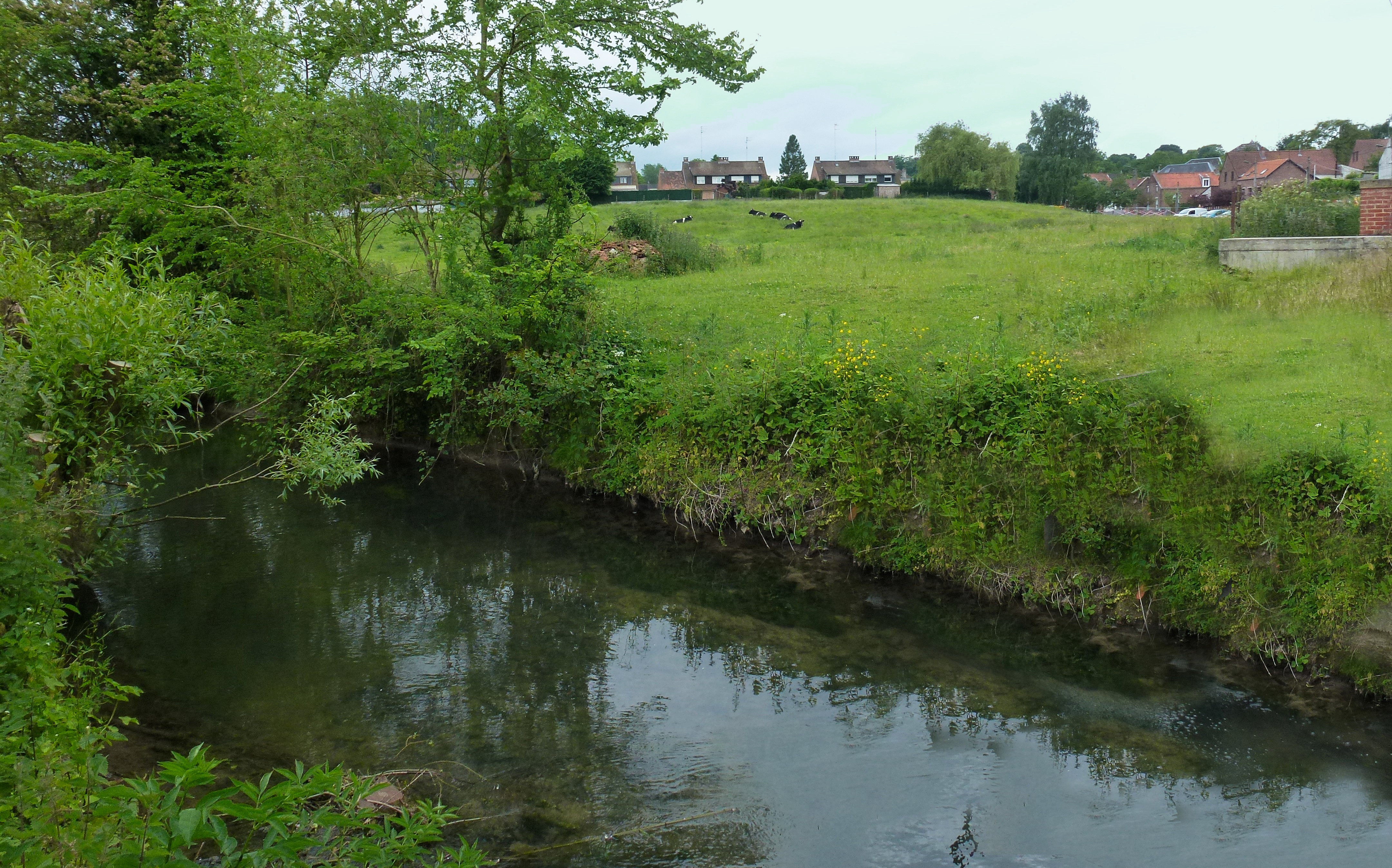
Valle de Rhonelle

## Otros proyectos
- Portal:Francia. Contenido relacionado con geografía.

- Datos: Q952662
- Multimedia: Rhonelle / Q952662